# Táncházmozgalom Erdélyben
Táncházmozgalom

## Története

### Előzmények
Előzményei az 1940-es évekre vezethetők vissza, amikor a népi kultúra értékei iránti érdeklődés jeleként több erdélyi középiskolában (Székelyudvarhelyen Haáz Sándor, Sepsiszentgyörgyön Dancs Árpád és Péter Albert tanárok vezetésével) népi tánccsoportok alakultak, s nem csak saját városukban, de más városok-falvak közönsége előtt is sikerrel szerepeltek hiteles népi táncműsoraikkal. Ezt az érdeklődést kívánta akkor kielégíteni Elekes Dénes és Faragó József könyve (Táncoljunk, daloljunk! Bukarest, 1949). Ezekből a kezdeményezésekből azonban, amelyeket az iskolák államosításával beindult „kommunista nevelés” körülményei között „narodnyik” jelzővel bélyegeztek meg, nem alakulhatott ki országos táncházmozgalom, mint ahogy politikai megbélyegzés és kulcsszemélyiségeinek meghurcolása törte derékba a népi kultúra értékei iránt főképp az egyetemi ifjúság körében 1955–56-ban megélénkült érdeklődést is. (Az OGYI népi tánccsoportjának vezetőjét, Kóródy Ferencet „magyar nacionalizmus” vádjával hét év börtönre ítélték.)
Az 1970-es évek közepén indult táncházmozgalom nyilván nem hivatkozhatott ezekre az előzményekre. Kibontakozása, az erdélyi népzenekultúra hagyományaira építve, inkább az 1972-ben kezdődő magyarországi táncházmozgalom mintájára történt. Céljául a hiteles népi táncok elterjesztését, a magas kultúrába való beemelését, népszerűsítését tűzte ki. Közvetlen elindításában és kibontakozásában nagy szerepe volt Kallós Zoltánnak, aki főképp a mezőségi és a gyimesi csángó hangszeres zene gyűjtésével és népszerűsítésével teremtett hiteles alapot a táncházmozgalom számára; valamint Könczei Ádámnak, aki több cikkben és előadásban nem csak népszerűsítésén, hanem szakmai alapokra helyezésén is fáradozott. A táncházmozgalom ugyanis elválaszthatatlanul összefonódott a hiteles népzene felkarolásával: táncházzenekarok alakultak, így Csíkszeredában a Barozda, Székelyudvarhelyen a Venyige, Marosvásárhelyen a Regösök, Kolozsváron a Bodzafa, az Ördögszekér, majd a Bogáncs gyermektáncház.
A táncházmozgalom országos elterjedésével párhuzamosan a téma körül gazdag irodalom bontakozott ki. Főképp a Művelődésben és az Ifjúmunkásban (ez utóbbi Táncház címmel rovatot rendszeresített), számos írásban vetődtek fel a táncművészet szakmai, elméleti kérdései, amelyeknek nyílt megvitatására is sor került az éveken át megrendezett táncháztalálkozók keretében szervezett tudományos konferenciákon. A Kovászna Megyei Népi Alkotások Irányító Központja külön kiadványt jelentetett meg a táncházszervezők munkájának segítségére (Antal Miklós: A táncoktató kézikönyve. Sepsiszentgyörgy, 1973).
A táncházmozgalom kibontakozásában nem jelentéktelen szerepe volt a Román TV magyar adásában 1977-től indult Kaláka műsornak, valamint az évente megszervezett országos táncháztalálkozóknak. Az első találkozóra 1978. szeptember 23–24-én Székelyudvarhelyen került sor, itt a táncház-zenekarok mellett mérai, széki, visai, magyarszováti és más, az erdélyi magyar néptánc szempontjából jelentős falvak táncosai is részt vettek. Hasonló találkozók voltak 1979-ben, 1980-ban, 1981-ben és 1982-ben, ugyancsak Székelyudvarhelyen. Az érdeklődést kihasználva, az Electrecord Hanglemezgyár több táncházlemezt jelentetett meg.
A táncházmozgalom népszerűségét jelezte, hogy nem csak „felnőtt”, de gyermektáncházak is alakultak, pl. Kolozsváron az „aprók táncháza” 1981-ben, s a táncházmozgalom keretében sor került Marosvásárhelyen az „öreg táncosok találkozója” megszervezésére is. Főképp a szórványvidéken az is segítette a ~ elterjedését, hogy egyes csoportjainak önkéntes vezetői a felsőbb kezdeményezésre szervezett Megéneklünk, Románia mozgalomhoz kapcsolták rendezvényeit, s ez átmenetileg védettséget biztosított a helyi kultúraktivistákkal szemben.
Azonban épp népszerűsége tette gyanússá a táncházmozgalomat a hatalom szemében: az 1980-as évek elejétől már egyre több gánccsal kellett szembenézniük a rendezvények szervezőinek. Végül 1983-ban be is tiltották az országos találkozó szervezését, s utána nem sokkal a román televízió magyar adásait is megszüntették.

## A rendszerváltás után
1989 után újraéledt a táncházmozgalom. Most már akadálytalanul látogathattak Erdélybe a hiteles néptánc iránt lelkesedő magyarországi fiatalok is, mégpedig azokra a helyekre, ahol a néptánc még a hétköznapok élő eleme és nem tanfolyamokon tanult és újraélesztett kulturális érték. Válaszút a Kallós Alapítvány létesítette intézmény jóvoltából néptánc- és népzenetáborok színhelye lett, ugyanakkor Sepsiszentgyörgyön, Csíkszeredában hivatásos táncegyüttesek alakultak, amelyeknek műsorai tulajdonképpen a mozgalom által megőrzött hiteles erdélyi néptánc színpadra alkalmazott változatai. Az EMKE 1993-tól évenként kiosztásra kerülő Kacsó András-díjával ismerte el a táncházmozgalomban többek között Antal Miklós, Balla Antal, Berei Kálmán, Both Aranka, Fodor Csaba, Füzesi Albert, Gábos Endre, Mátéfi Csaba és Zita, Németh Ildikó, a Szarkaláb Néptáncegyüttes, a Háromszék Zenekar érdemeit. A táncházmozgalomnak támogatói akadtak más civil szervezetek körében is: 1998-tól például a Kolozsvári Magyar Diákszövetség és a Civitas Alapítvány szervezésében négy alkalommal is megrendezésre került a kolozsvári Diákművelődési Házban egy „multikulturális táncház”, magyar és román együttesek részvételével.
2001-ben országos rendezvényeken ünnepelték a 25 éves csíkszeredai Barozda zenekar alapítását, 2002-ben a kolozsvári táncházat (ez utóbbi alkalomra a Művelődés tematikus számot is jelentetett meg).